# Ramon Canal i Masgoret
Ramon Canal i Masgoret (20 d'abril de 1943) és un astrofísic català. El 1965 es va llicenciar en Ciències Físiques per la Universitat de Barcelona, on es va doctorar en 1973 sota la direcció d'Hubert Reeves i Evry Schatzman. El 1975 va participar en la I'"Asemblea Nacional de Astronomia y Astrofísica" a Puerto de la Cruz (Tenerife), la primera a l'estat espanyol.
De 1979 a 1982 fou professor agregat a la Universitat de Barcelona, de 1982 a 1987 catedràtic de la Universitat de Granada, i d'ençà 1987 és catedràtic d'astrofísica del Departament d'Astronomia i Meteorologia de la Facultat de Física (Universitat de Barcelona). També ha treballat cinc anys a l'Institut d'Astrofísica de París, ha estat professor visitant d'evolució estel·lar i supernoves a la Universitat de Chicago (1982-1984), i de 1985 a 1991 va treballar sobre col·lapses estel·lars, supernoves i nucleosíntesi a l'Institut Max-Planck d'Astrofísica. De 1992 a 1996 fou president de la Societat Espanyola d'Astronomia, de la que n'és membre fundador.
Ha publicat treballs a revistes com Astrophysical Journal o Astronomy and Astrophysics. De 1982 a 1985 fou membre del Comitè per a l'Assignació de Temps d'Observació en el satèl·lit IUE (International Ultraviolet Explorer) de l'Agència Espacial Europea, de 1984 a 1986 fou membre del CAT (Comitè per a l'Assignació de Temps) dels Observatoris de Canàries; de 1987 a 1994 fou director del Departament d'Astronomia i Metrologia de la Universitat de Barcelona, i des de 1992 és membre del World Institute of Science.
El 1995 va rebre la Medalla Narcís Monturiol al mèrit científic de la Generalitat de Catalunya per les seves investigacions sobre la formació d'estels de neutrons, la física de les supernoves i l'evolució química de l'univers.